# Breitenfurt (Dollnstein)

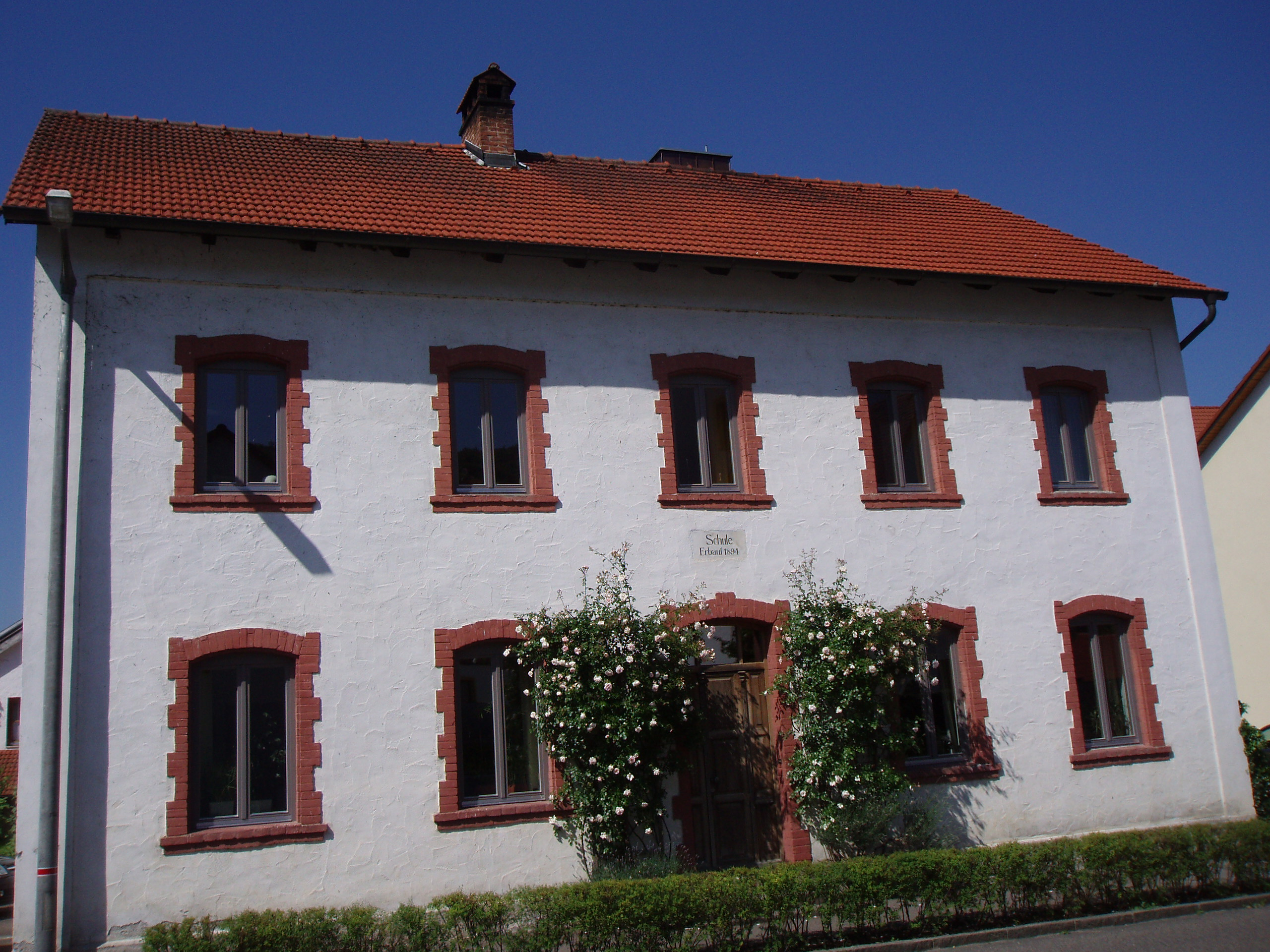
Ehemaliges Schulhaus von Breitenfurt

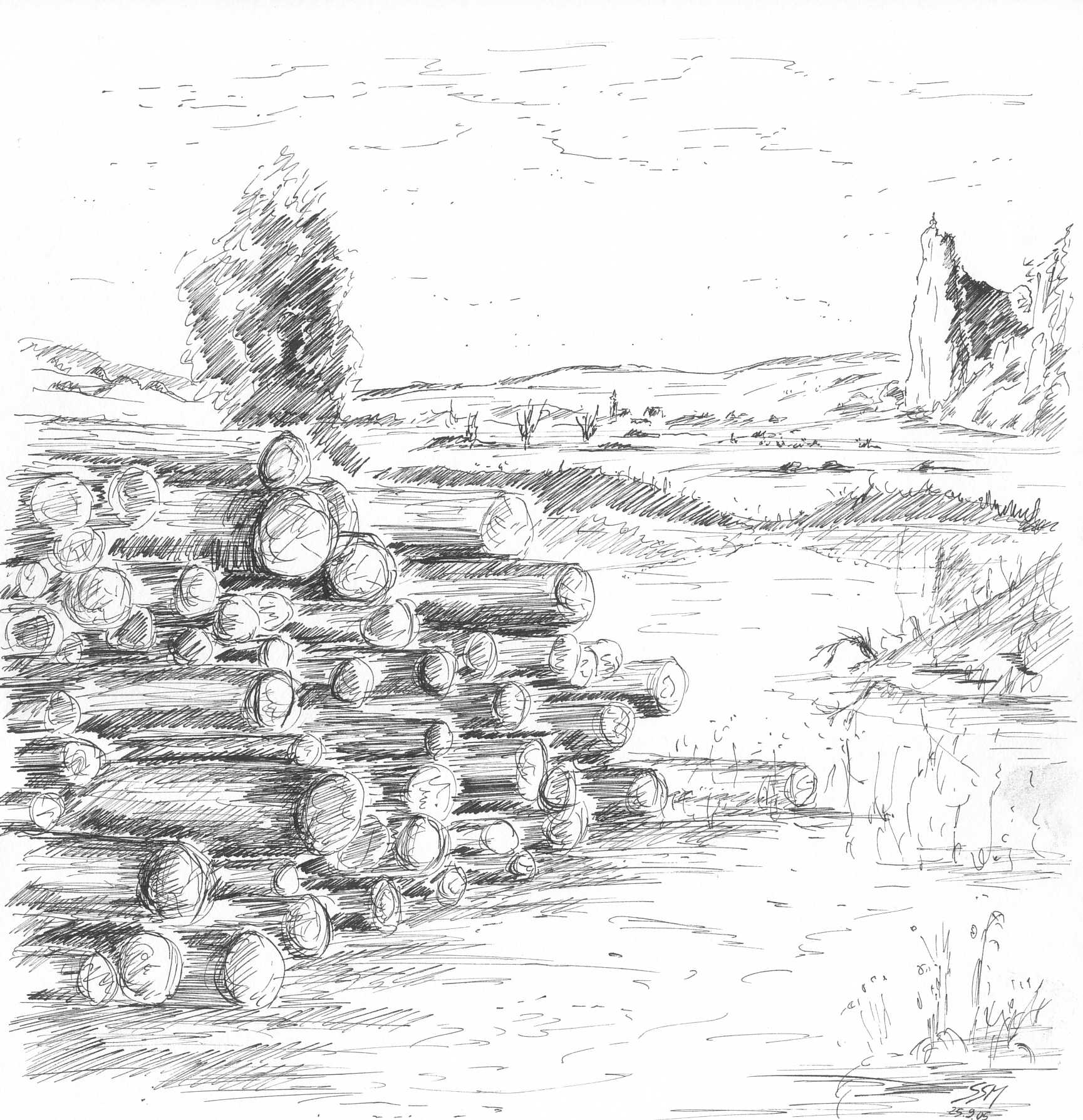
An der Bubenrother Mühle mit dem Burgstein. Tuschfederzeichnung von Siegfried Schieweck-Mauk, Eichstätt

Breitenfurt ist ein Gemeindeteil des Marktes Dollnstein im Landkreis Eichstätt im Naturpark Altmühltal in Bayern.

## Lage
Das Kirchdorf Breitenfurt liegt im Bereich der Südlichen Frankenalb im Talgrund an der Altmühl und der 
Staatsstraße 2230 zwischen Obereichstätt und Dollnstein, etwa drei Kilometer östlich von Dollnstein entfernt. Der linke Talhang wird vom Mühlberg, der rechte vom Gampelberg und Schneiderberg gebildet. Am westlichen Dorfrand führt der Altmühltal-Radwanderweg vorbei. Durch das östliche Dorfgebiet führt die 1867–1870 gebaute Bahnlinie Eichstätt–Treuchtlingen ohne Haltestelle; über die Trasse führt seit 1981 ein Fußgängersteg aus Beton. Kurz nach Breitenfurt in Richtung Dollnstein liegt die Bubenrother Mühle, heute Sägewerk; an der nördlichen Talseite gegenüber türmt sich an der Mühlbergleite der von der Urdonau ausgewaschene Burgstein auf.

## Geschichte
Zwischen Breitenfurt und Obereichstätt wurden Gräber aus der Hallstattzeit gefunden. Südlich des Ortes wurden in der „Pulverhöhle“ 1949/50 in reichem Ausmaße mittelsteinzeitliche Knochen- und Gerätefunde gemacht. Am heutigen Breitenfurt führte eine vorrömische (circa 500 v. Chr.), vom Rheingebiet zur Donau führende (keltische?) Straße vorbei, die die Römer (hier um 90 bis 233 n. Chr.) noch benutzten und ausbauten. In der Gegend der heutigen Kläranlage wurde in der Eisenzeit Eisen verhüttet.
Wie der Ortsname zum Ausdruck bringt, liegt Breitenfurt an einer Stelle der Altmühl, wo diese seicht ist und damit seit alters her eine Furt bildet. Heute führt eine Betonbrücke über den Fluss.
908 ist in einer Urkunde von Ludwig IV. von „Chittinveld“ die Rede, einer Siedlung im Bereich des Breitenfurter Kittefeldes, die zwischen 1319 und 1489 abgegangen sein dürfte.
Im 12. Jahrhundert ist ein Ortsadel nachgewiesen: 1158 wird ein „Pertoldus de Breitenfurt“ genannt; eine Burg ist aber nicht feststellbar. 1306 hat das Kloster Bergen bei Neuburg an der Donau Besitz im Ort (vermutlich das auch später nachweisbare Bergener Fischlehen). Bedeutendster Grundherr war das Hochstift Eichstätt, dessen Güter vom Kastenamt Dollnstein aus verwaltet wurden. Im 17. Jahrhundert existierte im nahen Waldgebiet des Sauparks eine fürstbischöfliche Ziegelei und Kalkbrennerei. Bei der Säkularisation 1802 befand sich in Breitenfurt eine Zehentstadel des Eichstätter Klosters Notre Dame.
1817 bis 1833 gehörte Breitenfurt zum Fürstentum Eichstätt der Herzöge von Leuchtenberg und hatte zu dieser Zeit (1821) bei 35 Häusern 161 Einwohner.
Am 19. Februar 1875 schlug ein Steinmeteorit in der Breitenfurter Flur ein.
Seit 1695 hatte Breitenfurt eine vom Mesner geführte Schule und führte 1826 eine eigene Normalschule ein. 1894/1909 wurde ein neues Schulhaus an der Ortsstraße errichtet. 1969 wurde die Schule zugunsten Dollnsteins aufgelöst. Breitenfurt wehrte sich lange, in den Dollnsteiner Schulsprengel einbezogen zu werden.
Im Zuge der Altmühlkorrektion wurde 1927/30 das Bubenrother Wehr gebaut.
Der Ort hat seit 1967 ein eigenes Freibad und auf Privatgrund einen kleinen Campingplatz. Mit der Gebietsreform wurde der Ort am 1. Januar 1972 zusammen mit der Bubenrother Mühle und der Attenbrunnmühle in den oberbayerischen Markt Dollnstein eingemeindet. Die Einwohnerzahl wuchs mit Schwankungen von 205 im Jahr 1877 auf 385 im Jahr 1983 und auf 443 im Jahr 2008.

## Kirche
Der Ort hat eine katholische Kirche St. Ulrich, seit jeher als Filialkirche zu Dollnstein gehörend. Sie ist ein romanischer Bau aus der Zeit des Ortsadels (12./13. Jahrhundert) mit barocken Veränderungen. Der Turm ist im Untergeschoss romanisch, das zweite Geschoss ist mittelalterlich und das dritte mit dem Helm neuzeitlich. Der Eingang zur Kirche befand sich ursprünglich an der Südseite. Das Altarblatt des barocken Hochaltars um 1700 zeigt den Kirchenpatron als Sieger über die Ungarn, wohl von Willibald Wunderer gemalt. Ein Ölgemälde (um 1700) stellt das Fegefeuer dar. Auch die Seitenaltäre (hl. Familie und hl. Georg), das Orgelgehäuse und die Kanzel sind barocke Schöpfungen. Die Altäre und die Kanzel haben der Breitenfurter Altmühl-Fischer Johann Bayer († 1718) und seine Frau Maria gestiftet, deren Grabstein aus Kalkstein sich erhalten hat. 1997 kam eine neue Orgel in die Kirche.
Das Kriegerdenkmal vor der Friedhofsmauer wurde 1950 errichtet.
Am Schneiderberg stehen eine Dreifaltigkeitskapelle und die Hirschkapelle, beide aus dem 19./20. Jahrhundert. In einer Kapelle bei der Bubenrother Mühle gegen Dollnstein hin ist eine „Schwarze Madonna“ mit den Mühlbergfelsen zu ihren Füßen gemalt.

## Pulverhöhle
Die Höhle, in der früher Sprengstoff gelagert wurde, liegt am Westhang des Gampelberges. Von der Vorhöhle zweigt ein begehbarer Gang ab, der nach elf Metern in einem etwa 3,5 Meter hohen Dom endet. Die Höhle wurde mehrmals archäologisch untersucht. Über 10.000 Knochen und Steingeräte wurden geborgen, darunter Mittelsteinzeitwerkzeuge von 5.000 bis 7.000 v. Chr. Funde aus der Zeit des Neandertalers reichen 40.000 bis 60.000 Jahre zurück. Bei den Tierknochen konnten 21 Individuen des Alpensteinbocks nachgewiesen werden, eine einmalige Häufung in einer Höhle der Frankenalb; diese Boviden-Gattung hat sich erst im Holozän in die Hochlagen der Alpen zurückgezogen.
Die Pulverhöhle wird im Höhlenkataster Fränkische Alb (HFA) unter I 4 und vom Bayerischen Landesamt für Umwelt als Geotop 176H001 ausgewiesen. Siehe hierzu auch die Liste der Geotope im Landkreis Eichstätt.

## Einöde Attenbrunn
Die zu Breitenfurt gehörende Einöde Attenbrunn bzw. Attenbrunnmühle wurde bis ins 19. Jahrhundert auch als „Altenbrunn“ geschrieben. Die erstmalige Erwähnung stammt von 1281. Die Mühle wurde von einer Quelle betrieben; 1936 wurde das Mühlrad von einer Turbine abgelöst. 1947 kam das Ende des Mühlenbetriebes und 1967 wurde das Mühlengebäude des 16. Jahrhunderts abgerissen. Heute wird der Quellzufluss zur Altmühl zur Fischzucht genutzt. Ein erster Steg über die Altmühl wurde 1945 erbaut. 1972 erhielt die Einöde eine Kapelle zur hl. Walburga.

## Weiler Bubenroth
Der Weiler Bubenroth bzw. Bubenrothermühle, der ebenfalls zu Breitenfurt gehört, ist erstmals 1239 erwähnt. Man erfährt aus der damaligen Urkunde, dass die Mühle „Pubenrade“ Besitz des Augustiner-Chorherrenstiftes Rebdorf war. 1305 kam „Rode“ an den Bischof von Eichstätt. Im 15. Jahrhundert wurde hier ein Eisenhammer errichtet, für 1799 ist von einer Mahl- und Sägemühle die Rede. Um 1900 war auch eine Gipsmühle in Betrieb, die 1924 abgebrochen wurde. 1901 wurde der Müllersohn Franz Xaver Schuster in Eichstätt zum Priester geweiht († 1962 als Geistlicher Rat in Schwabach). 1921 wurde die wassergetriebene Stromerzeugung aufgenommen. Die Getreidemühle bestand bis 1960. Am 30. April 1945 wurde der Müller Johann Schuster von einer Wehrwolfeinheit hinterrücks erschossen. – Eine Sage erzählt von Männlein, nicht größer als „Buben“, die dem notleidenden Müller nachts halfen.

## Vereine
- Freiwillige Feuerwehr Breitenfurt, gegründet 1881
- Obst- und Gartenbauverein
- Wasserwacht, gegründet 1970